# Rendezvous 24
Pour plus de détails, voir Fiche technique et Distribution.
Rendezvous 24 est un film américain réalisé par James Tinling, sorti en 1946.

## Synopsis
Après-guerre, un groupe de savants d'origines allemandes conspirent dans le plus grand secret pour faire exploser une bombe atomique radiocommandée au cœur même de Paris.

## Fiche technique
- Titre : Rendezvous 24
- Réalisation : James Tinling
- Assistant-réalisateur : Rex Bailey
- Scénario : Aubrey Wisberg (en)
- Photographie : Benjamin H. Kline
- Montage :  William F. Claxton
- Musique : Arthur Lange
- Direction artistique : Jerome Pycha Jr.
- Décors : Sydney Moore
- Costumes :
- Son :  John R. Carter
- Producteur : Sol M. Wurtzel
- Société de production : Sol M. Wurtzel Productions
- Société de distribution : Twentieth Century Fox
- Pays de production :  États-Unis
- Langue : Anglais américain
- Métrage : 2 019,30 m (8 bobines)
- Format : Noir et blanc — 35 mm — 1,37:1 — Son : Mono (Western Electric Mirrophonic Recording)
- Genre : Film dramatique, Film de guerre
- Durée : 70 minutes
- Dates de sortie : 
  - États-Unis : 6 mai 1946

## Distribution
- William Gargan : Agent Larry Cameron
- Maria Palmer : Greta Holvig
- Patrick O'Moore : Agent George Timothy
- Herman Bing : Herr Schmidt
- Kay Connors : Kay
- Kurt Katch (en) : Dr. Heligmann
- David Leonard : Prof. Gustav Kleinheldt
- John Bleifer (en) : Becker
- Henry Rowland (en) : Otto Manfred
- George Sorel : Dr. Zarig
- Eilene Janssen (en) : Anchaka Schmidt